# Psaliodes fervescens
Psaliodes fervescens là một loài bướm đêm trong họ Geometridae.